# أندريه سينجر
أندريه سينجر (بالإنجليزية: Andre Singer)‏ هو منتج أفلام بريطاني، ولد في 4 مايو 1945.

## وصلات خارجية
- أندريه سينجر على موقع IMDb (الإنجليزية)
- أندريه سينجر على موقع قاعدة بيانات الفيلم (الإنجليزية)